# David Marek
David Marek (nacido el 8 de junio de 1985, Checoslovaquia) es un jugador de baloncesto checo que en 2009 milita en las filas del Xacobeo Blu:Sens de la Liga ACB. Mide 1,88 metros, y juega en la posición de Base. 

## Biografía
Formado en Estados Unidos donde jugó durante cuatro temporadas en la Liga universitaria estadounidense (NCAA), en Southern Utah, donde cosechó una media de 9 puntos y casi 3 asistencias por encuentro. 
A mitad de la temporada 2009/10 David Marek es repescado por el Obradoiro Blu:sens, que estaba cedido en el Peixe Galego Marín del Grupo A-A (promediando 21,8 puntos, 5 asistencias y 23,8 de valoración), para sustituir la baja por lesión del norteamericano Marc Jackson. Debutó con la camiseta del Obradoiro en liga ACB el 7 de diciembre de 2009, ya que durante la pretemporada ya había disputado algunos minutos con el equipo.

## Selección
Marek ha formado parte de todas las selecciones inferiores de su país. Su última aportación ha sido en 2009 con la absoluta. Disputó el Europeo U20 con la República Checa en Brno

## Trayectoria deportiva
- 2001-2005 BC Sparta Praha  República Checa
- 2006-2008 NCAA. Southern Utah.  Estados Unidos
- 2009-2010 EBA. Peixe Galego Marín  España
- 2010-  LEB Plata. Club Baloncesto Rosalía de Castro  España
- 2010- ACB. Xacobeo Blu:Sens  España